# 경산자인단오제
경산자인단오제는 경상북도 경산시에서 개최하는 민속 축전이다.

## 개요
경산시 자인면 지역 주민들의 고을 수호신인 한 장군에게 행하는 유교식 제례로서 고대의 명절인 수릿날, 즉 단오절에 한묘제(韓廟祭)를 올리고 자인단오 굿, 호장장군 행렬(가장행렬), 여원무, 팔광대, 자인계정들소리, 씨름, 그네 등의 각종 민속 연희(演戱)를 연행하는 방대한 형태의 고을 굿이다.
경산자인단오제는 오랜 기간 동안 행해졌던 제례의식과 충의 정신 그리고 다채로운 민속놀이로 독특한 장르의 예술성을 엿볼 수 있으며 자인현 전체 주민들의 마음이 응집되어 신라시대부터 전승되어 오고 있다.
1973년 한 장군 놀이가 중요 무형 문화재 제44호로 지정되면서부터 자인단오-한장군 놀이로 개칭되어 오다가 2007년 3월 경산자인단오제로 명칭이 변경되었다.
경산자인단오제로 명칭이 변경된 2007년 행사는 봉산탈춤, 관노가면극, 진주검무 등 우리나라 중요 무형 문화재 초청 공연과 더불어 외국인 장기자랑, 씨름대회 등 외국인을 위한 프로그램을 마련하여 호주, 중국 등 각국의 외교사절과 많은 외국인을 초청하여 국제적인 행사로 개최되었다.
문화의 세기 21세기에는 전국은 물론 세계속의 매력적인 고장 원효, 설총, 일연이 탄생하신 역사 문화 도시, 글로벌 도시, 경산의 전통 문화의 산실로서 경산자인단오제는 그 명성을 더욱 크게 떨 칠 것이다.